# Petite messe solennelle
La Petite messe solennelle est une œuvre de musique sacrée (messe), à l'origine écrite pour quatre solistes, chœur mixte, deux pianos et un harmonium de Gioachino Rossini. Elle fut créée le 14 mars 1864 à Paris.

## Historique
C'est à la demande du comte Alexis Pillet-Will, pour son épouse Louise, que Gioachino Rossini compose en 1863  dans sa maison de campagne de Passy, la Petite messe solennelle. Rossini a alors 71 ans et a officiellement pris sa retraite depuis 34 ans. Il adresse au « Créateur » une dédicace en forme de boutade : 

« Bon Dieu. La voilà terminée cette pauvre petite messe. Est-ce bien de la musique sacrée que je viens de faire ou de la sacrée musique ? J'étais né pour l'opera buffa, tu le sais bien ! Peu de science, un peu de cœur, tout est là. Sois donc béni et accorde moi le Paradis. »

Sur la page de garde de son manuscrit, Rossini tient à préciser, avec la maîtrise du français qui était la sienne :

« Petite messe solennelle, a quatre parties, avec accompagnement de deux pianos et harmonium, composée pour ma villégiature de Passy. Douze chanteurs des trois sexes, hommes, femmes et castrats seront suffisants pour son exécution, savoir huit pour les chœurs, quatre pour les solos, total douze chérubins. Bon Dieu, pardonne-moi le rapprochement suivant : douze aussi sont les apôtres dans le célèbre coup de mâchoire peint à fresque par Léonard, dit la Cène, qui le croirait. Il y a parmi tes disciples de ceux qui prennent des fausses notes ! Seigneur, rassure-toi, j’affirme qu’il n’y aura pas de Judas à mon déjeuner et que les miens chanteront juste et con amore tes louanges et cette petite composition qui est hélas ! le dernier péché mortel de ma vieillesse »

— Gioachino Rossini, Passy, 1863
Cette évocation d'un « péché de [sa] vieillesse », dont Rossini écrit que cette Petite messe solennelle serait « le dernier », renvoie à un ensemble de compositions diverses composées après son retrait de la scène et réunies sous le titre Péchés de vieillesse.
L'œuvre est créée le 14 mars 1864 dans la chapelle privée de l'hôtel particulier du comte situé rue Moncey (9e arr.) avec Carlotta et Barbara Marchisio, Italo Gardoni et Luigi Agnesi en solistes et Albert Lavignac à l'harmonium, en présence, notamment, de Daniel-François-Esprit Auber, Giacomo Meyerbeer et Ambroise Thomas. La première audition publique a lieu un an plus tard, le 24 avril 1865 avec les mêmes interprètes.

La réception de l’œuvre est partagée entre louange et désapprobation. Le critique musical Filippo Filippi, dans La Perseveranza ne tarit pas d'éloge : 

« Cette fois, Rossini s'est surpassé lui-même, car personne ne saurait dire ce qui l'emporte, de la science et de l'inspiration. La fugue est digne de Bach pour l'érudition. »

En revanche, Giuseppe Verdi est beaucoup moins enthousiaste, comme il l'écrit au comte Opprandino Arrivabene le 3 avril 1864 : 

« Rossini ces derniers temps, a fait des progrès et a étudié ! Étudié quoi ? Pour ma part, je lui conseillerais de désapprendre la musique et d'écrire un autre Barbier. »

Après sa création privée, la partition est rangée dans un placard d'où elle ne ressortira pas du vivant de son compositeur.

## Effectif
Dans sa version d'origine, l'exécution de la messe requiert quatre solistes (soprano, contralto, ténor et basse), un chœur mixte, deux piano-forte et un harmonium. Ce faible nombre d'exécutants contraste avec la dimension des formations utilisées à cette époque pour interpréter les grandes œuvres de musique sacrée. C'est ce qui a valu à cette messe le qualificatif de petite.
En 1867, Rossini orchestre sa messe pour un effectif instrumental beaucoup plus important (2 flûtes et petite flute, 2 hautbois, 2 clarinettes, 3 bassons, 4 cors, 2 trompettes, 2 cornets, 3 trombones, ophicléide, timbales, 2 harpes, orgue et cordes) « pour ne pas laisser à d'autres le soin de le faire ». Cette seconde version est créée, de façon posthume, le 24 février 1869 au Théâtre-Italien avec Gabrielle Kraus, Marietta Alboni, Ernest Nicolas et Luigi Agnesi en solistes. En 1870, Marietta Alboni chante, en tournée en Europe, cette version orchestrale de la Petite messe solennelle, avec Marie Battu, Giovanni Sbriglia et Romani, comme partenaires.
Les jugements sur les deux versions divergent. Certains musicologues expliquent que la version orchestrée est de nos jours préférée à l'originale ; d'autres expliquent que le piano donne tout son « mordant » à la version originale.

## Structure de l’œuvre
La partition, dont l'exécution dure environ une heure et demie, est divisée en deux parties de sept numéros chacune (soit quatorze au total) et mêle rythmes de marche et tempos majestueux, sur des harmonies parfois surprenantes.
| Première partie - 1 - Kyrie eleison - chœur - Gloria - 2 - Gloria in excelsis Deo - solistes et chœur - 3 - Gratias - Trio pour contralto, ténor et basse - 4 - Domine Deus - ténor solo - 5 - Qui tollis - Duo pour soprano et contralto - 6 - Quoniam - basse solo - 7 - Cum Sancto Spiritu - chœur | Deuxième partie - Credo - 8 - Credo - solistes et chœur - 9 - Crucifixus - soprano solo - 10 - Et resurrexit - solistes et chœur - 11 - Prélude religieux (pendant l'Offertoire) - piano puis harmonium solo - Non numéroté - Ritornello (9 mesures d'harmonium) - 12 - Sanctus - solistes et chœur - 13 - O salutaris Hostia - soprano solo - 14 - Agnus Dei - contralto et chœur |

Dans ces différents numéros, les nuances des chanteurs excèdent rarement le piano, et un quadruple piano est parfois demandé, comme à la 18e mesure du Kyrie. Rossini attribue aux chanteurs des nuances forte pour quelques moments obligés comme  les acclamations Eleison (no 1), le début du Gloria (no 2), son homologue le Cum Sancto Spiritu (no 7), les parties extrêmes des Credo (no 8), Sanctus et Hosanna (no 12) et les dernières mesures du Dona nobis pacem (no 14).

### Kyrie
La structure de ce mouvement est de forme A-B-A :
- une première partie Andante maestoso ( = 108) piano-harmonium, reprise sotto voce avec les solistes et le chœur en la mineur évolue en do majeur (mesures 1 - 35) ;
- un double canon a cappella, Andantino moderato ( = 66) en do mineur (mesures 36 - 57) ;
- une reprise de la première partie mais dans d'autres tonalités (mesures 58 - 90)[2].

L’œuvre s'ouvre sur la tonalité de la mineur, le piano jouant une basse ostinato en octaves entrecoupées d'accords secs à la main droite. Sur ce motif oppressant, l'harmonium fait entendre le contrepoint qui sera repris ensuite par le chœur. La tonalité de do majeur intervient mesure 18, apportant une couleur plus chaleureuse.

Début de l’œuvre avec lostinato au piano et le contrepoint à l'harmonium

La partie centrale est un double canon sotto voce dans un style archaïsant sur le texte du Christe eleison. Sa dynamique contraste avec la première partie.

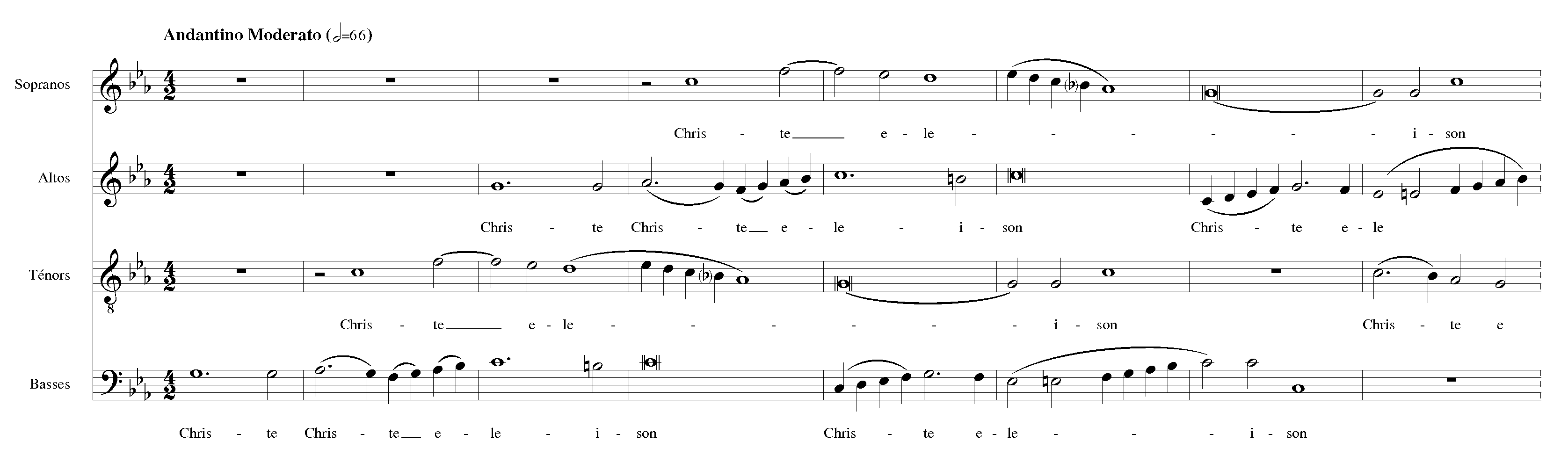
Début du double canon

La troisième partie consiste en un retour à la première mais au travers d'un parcours tonal inversé : do mineur au lieu de la mineur, puis la majeur au lieu de do majeur. Après cette réexposition, un final présente quelques enchaînements harmoniques surprenants (mesures 75 à 80) avant d'amorcer la cadence finale qui dure une dizaine de mesures.

### Gloria
Le Gloria est à la fois l'ensemble de la suite de cette première partie, où toute la deuxième prière de l'ordinaire de la messe est déclamée en six mouvements, et le premier de ces mouvements. C'est le second de l’œuvre.
Ce mouvement permet d'entendre successivement :
- une introduction pianistique, Allegro maestoso ( = 120) (mesures 1 à 8) ;
- un court passage où les solistes et le chœurs chantent à l'unisson (mesures 9 à 18) ;
- six mesures de piano dans un autre caractère Andantino mosso ( = 58) ;
- le reste du mouvement dans le même caractère (mesures 25 à 82).

L'introduction pianistique est constituée de deux séquences de trois accords séparés d'un temps de silence. D'après Claire Delamarche, il s'agit des trois coups du brigadier avant une lever de rideau au théâtre . La tonalité de fa majeur est annoncée avec majesté, pourtant sans qu'une cadence parfaite ne soit utilisée. Ce sera le style du mouvement où le caractère modal est permanent.

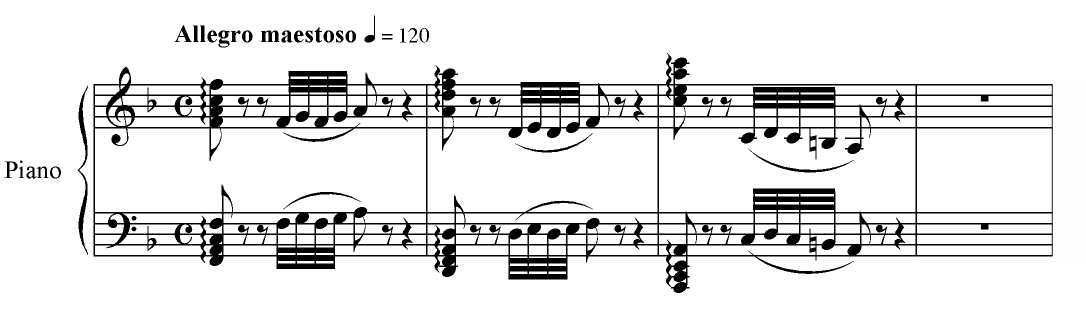
Début de l'introduction, double forte, avec les trois accords

La section suivante est dans le même caractère. Elle annonce le parallèle d'organisation avec une façon classique de chanter dans les communautés religieuses : le chantre, ici la soprano commence seul et le reste de la communauté reprend ou poursuit en chœur. Celui-ci est à sept voix double forte, bien dans le caractère maestoso annoncé, et se conclut par une cadence parfaite en do majeur (ton de la dominante de la tonalité initiale).
La suite, au piano seul, triple piano est un motif rythmique qui se reproduit trois fois, qui prépare à la tonalité (fa majeur) et au caractère priant qui suit.
Dans la suite du mouvement, le piano joue un ostinato excessivement simple constitué de deux accords (fa majeur - si bémol majeur) qui se répètent dix fois en noires pour accompagner la basse solo pendant une mélodie d'une grande sobriété.

Solo de la basse

Une modulation à la tierce mineur supérieure (la bémol majeur) intervient alors avec une cadence parfaite (mesure 37) avant que l'ostinato ne reprenne dans la nouvelle tonalité. La soprano entonne Laudamus te recto tono qui est repris par le chœur. Ce schéma se reproduit plusieurs fois d'abord dans la même tonalité, puis dans une tonalité à nouveau à la tierce mineure supérieure (do bémol majeur). Cette tonique devient mesure 60 le si bécarre (sensible d'ut majeur) et nous revoilà dans la tonalité de la dominante (do majeur) avant un retour en fa majeur mesure 65. Les différentes voix sont toujours dans un style sobre de gammes, aux départs décalés, qui ne sont que le développement de l'ostinato du piano. Le style modale perdure et le mouvement priant s'achève sans qu'une cadence parfaite ne soit entendue.

### Gratias
Ce mouvement est un trio des solistes alto soprano et basse. Il est basé sur les paroles Gratias agimus tibi propter magnam gloriam tuam. Andante grazioso (  = 76) à 2/4, il est construit par l'enchaînement de :
- une introduction au piano ;
- un thème A et son utilisation aux différentes voix (mesures 24 - 51) ;
- la présentation d'un nouveau motif thématique B (mesures 51 - 58) ;
- une digression chromatique au piano (mesures 59 - 65) ;
- un court retour au thème A (mesures 67 - 76) ;
- un développement du thème B (mesures 76 - 94) ;
- une longue cadence plagale (mesures 96 - 114).

L'introduction commence par trois accords forte, puis après une mesure de pause, le piano murmure triple piano ce qui sera l'accompagnement du thème A à venir. Ce thème est alors entendu en la majeur à la basse solo, supporté par l'accompagnement discret. Ce thème fait entendre un emprunt à la tonalité de do dièse mineur (mesure 26 - 27) en guise de repos au milieu de sa phrase. L'alto reprend ce thème à la dominante (mi majeur) à la mesure 33 pendant que la basse participe à l'accompagnement. Le ténor entre alors, mesure 42, complétant ainsi le trio, et chante le thème en ut.

Thème A à la basse et son accompagnement au piano

Le motif du thème B, avec son saut de septième, est ensuite brièvement entendu sur propter magnam à la basse et au ténor, pendant que le piano l'accompagne avec des accords de mi septième de dominante. Le piano interrompt ce duo avec une digression chromatique qui ramène à la tonalité de la majeur. Le thème est alors chanté par le trio.

Le motif du thème B et son saut de septième

Le thème B est ensuite repris et développé avec des doubles croches à partir d'un départ décalé des trois voix. Il se termine par une cadence parfaite en la majeur. Une longue cadence plagale avec le piano et le trio termine ce mouvement.

### Domine Deus
Solo de ténor (à compléter)

### Qui tollis
Duo soprano et contralto (à compléter)

### Quoniam
Solo de basse (à compléter)

### Cum sancto spiritu
Fugue pour chœur (à compléter)

### Prélude religieux
Ce mouvement est en fait un prélude et fugue. Le prélude, de seize mesures à 4/4 Andante maestoso ( = 92), est écrit pour piano et demande des nuances allant du double forte au double piano una corda. Il annonce à la fois la tonalité de fa dièse mineur, et le caractère modulant du mouvement, par des accords empruntés à des tonalités éloignées. Le style rythmique très solennel ( .. ) ne sera repris que dans le postlude de quatre mesures de la fugue.
Rossini indique que la fugue (sauf son postlude explicitement écrit pour piano) peut être jouée indifféremment au piano ou à l'harmonium. À 3/4, Andantino mosso ( =  76) avec un rythme régulier de croches, la fugue possède un thème en croix de style B-A-C-H qui offre les mêmes ouvertures chromatiques que le célèbre sujet de la Fantasie und Fuge über das Thema B-A-C-H emprunté également par Franz Liszt. Rossini y prouve à la fois son inventivité (en particulier sur le plan de la gestion des tonalités qui évoluent fréquemment vers des tonalités éloignées) et son impressionnante capacité à maîtriser les contradictions.
Sa structure commence classiquement comme une fugue où le sujet est exposé avec la nuance uniforme piano successivement aux trois voix. Le motif thématique en croix en fa dièse mineur est répété quatre fois à intervalles de tierces ascendantes (do dièse, mi dièse, sol dièse et si dièse) et suivi d'un développement par une marche d'arpèges de tierces descendantes. La ligne mélodique se poursuit  à la dominante pour accompagner le sujet exposé à la deuxième voix, avec une suite de croches qui s'organisent de manière à être en permanence à intervalles de tierces ou de sixtes avec le sujet. Cette organisation se répète lors de l'exposition du sujet à la troisième voix en fa dièse mineur.

Sujet de la fugue (mesure 17 à 21)

Il s'ensuit un long divertissement de 29 mesures où les marches modulantes sont légion. Par exemple, une marche empruntant les trois premières notes du motif en croix se reproduit huit fois de suite à partir de la mesure 47. De nombreuses nuances sont indiquées sur la partition : piano, forte, crescendo et decrescendo. Ce divertissement s'achève avec la nuance double forte decrescendo sur une cadence parfaite de sol dièse majeur (ré dièse septième de dominante → sol dièse majeur), reproduite deux fois à l'identique. L'accord de sol dièse majeur devient alors la dominante de la tonalité de la réexposition.
Le sujet est réexposé à partir de la mesure 70 à la main gauche, en do dièse mineur puis à la main droite en sol dièse mineur à la mesure 78. Les mêmes 29 mesures de divertissement que précédemment, mais transposées, sont ensuite entendues avant de se prolonger par 26 mesures d'un nouveau développement, utilisant toujours de nombreuses marches modulantes.
Une mesure entière de pause (mesure 140) précède une cadence en fa dièse mineur, puis en fa dièse majeur dont le la dièse se transforme pour le postlude en tonique de l'accord de si bémol mineur, puis en dominante de la cadence en mi bémol mineur, qui s'enchaîne par un accord de mi bémol majeur et se conclut sans transition sur un accord de fa dièse majeur.

### Ritornello
D'un avis unanime, Rossini a écrit ce bref passage instrumental pour que les chanteurs trouvent leur note au départ du Sanctus a cappella, le Prélude religieux s'achevant dans la tonalité éloignée de fa dièse majeur. Le Ritornello et le Sanctus qui le suit sont en effet dans la même tonalité de do majeur (et tous deux sont à 6/8). Ces mesures ne constituent pas le début du Sanctus et sont bien positionnées par l'éditeur  avant le no 12.
Ces neuf mesures Andante se limitent à développer l'accord de do majeur dans la nuance double piano et à conclure par une cadence parfaite dans cette même tonalité, triple piano.

### O salutaris Hostia
Ce mouvement ne figure pas dans la version originale pour deux pianos et harmonium, mais a été introduit par Rossini dans sa version pour grand orchestre. Il apparait dans toutes les éditions avec piano, même dans la rigoureuse édition de Flemming. Il est d'usage de le produire même lors d'une exécution avec piano(s).
Bien que la prière de Thomas d'Aquin O salutaris Hostia occupe une toute petite place dans la liturgie romaine, Rossini lui donne une importance notable dans cette messe. Seuls les quatre premiers versets de l'hymne (qui en compte huit) sont utilisés autour d'un thème qui passe pour l'un des moins économes de l’œuvre. Basé autour d'un arpège de septième, la ligne mélodique de la soprano solo semble irrésistiblement attirée vers le haut. Rossini n'est pas le seul à avoir eu l'attention attirée par le caractère serein de ce texte : Guillaume-Gabriel Nivers, Henry Madin, et Jean-Paul-Égide Martini avant lui au XVIIIe siècle, puis Franz Liszt au XIXe siècle l'ont notamment mis en musique.
Ce mouvement à 3/4, au tempo Andantino sostenuto ( = 88), se structure en :
- une introduction au piano de vingt mesures ;
- une partie A-B-A (mesures 21 à 91) ;
- une reprise de l'introduction, partagée entre le piano et la soliste (mesures 92 à 103) ;
- une partie A'-B'-A' (mesures 104 à 154) ;
- un finale au piano dans un style noble, comme souvent dans l’œuvre[2].

Le thème et son arpège de septième (sol-si-ré-fa) qui caractérise ce mouvement est décliné d'abord en septième majeure dans les deux premiers passages de la première sous-partie A avec un accompagnement discret. Pour finir cette sous-partie, le thème s'arpège sur une septième de dominante. Dans la seconde sous-partie A, le thème reprend d'abord la septième majeure avant de se développer en septième mineure avec tierce mineure au second passage  (sol-si-re-fa).

septième majeure

septième mineure (avec tierce mineure)

La ligne mélodique de la partie B contraste à la fois par son caractère statique et par la véhémence de l'accompagnement pianistique, tant par les nuances double forte donnant un caractère brutal que par l'utilisation de marches modulantes (mi  majeur pour commencer, puis si majeur, sol majeur, mi bémol majeur, etc.). Cette sous-partie s'achève par une descente chromatique à l'accompagnement en quadruple piano jusqu'à une septième de dominante de sol majeur pour préparer le retour de la seconde sous-partie A dans la tonalité d'origine.

septième mineure et descente chromatique

La reprise des premières mesures de l'introduction utilise seulement le texte Bella premunt (« les armées nous poursuivent »). Pendant que le piano reprend l'introduction à l'identique, la soprano le double à plusieurs reprises pendant une ou deux mesures entrecoupées de silences.
La suite (sous-partie A') emprunte largement au style de la marche modulante. La sous-partie B' utilise la partie la plus statique du thème de B sur une marche également modulante. Le retour à la tonalité de la sous-partie A', reprise à l'identique, s'opère par une enharmonie (sol → fa) comme ailleurs dans l’œuvre.

## Éditions
Les sources manuscrites ayant permis l'établissement de la partition sont de trois sortes : la partition autographe de 1864, la partition d'orchestre autographe de Rossini et une liste de notes manuscrites conservées dans le Fonds Michotte à Bruxelles.
Une première édition est publiée en 1869 par Brandus et Dufour à Paris. Elle comporte néanmoins des erreurs : la partie de deuxième piano est omise et la partie de piano est un mélange entre la partie originelle et la réduction d'orchestre. Ces éditeurs proposaient parallèlement une partition pour chœur seul et une partition chant-piano. La même année, Ricordi publie une autre version à Milan, contenant notamment de grandes différences dans la partie d'harmonium.
En 1991, Nancy P. Fleming publie une partition révisée avec deux pianos chez Oxford University Press.
New Novello Choral Edition reprend en 2004 intégralement celle édition, sans chercher à la corriger.
Une édition critique par Patricia B. Brauner et Philip Gossett est parue en 2009 chez Barenreiter.
Une édition critique est en préparation pour le compte de la Fondazione Rossini de Pesaro, à la fois pour la version de 1864 (par Pierluigi Petrobelli) et pour la version pour grand orchestre (par Fabrizio Scipione).

## Commentaires
- À une époque où la musique chorale a pris des dimensions énormes, la Petite messe (1re version) tranche par sa formation restreinte, faisant référence à la musique de Palestrina et de Haydn et préfigurant celle de Fauré et de Poulenc : « Le Cum Sancto Spiritu est un des plus aériens et joyeux qui soit. Mais la messe dans son ensemble exprime également la mélancolie et l'anxiété. Le Crucifixus est précurseur du blues. L’Agnus Dei semble être un écho des lignes de Tennyson dans In memoriam : “There lives more faith in honest doubt / Believe me, than in half the creeds”[17]. »[13]
- Bien que saluée à la suite de sa première audition comme un chef-d’œuvre inégalé, la Petite messe solennelle de Rossini n'a jamais connu la popularité d'une autre œuvre sacrée de grande envergure de sa maturité, le Stabat Mater[8].

### Discographie sélective
- 1983 : Katia Ricciarelli, Margarita Zimmermann, José Carreras, Samuel Ramey, Ambrosian Singers, Claudio Scimone (dir.) - Philips 412 548-2
- 1988 : Cheryl  Studer, Florence Quivar, Francisco Araiza, Paata Burchuladze,  Chœurs et Orchestre de l'Académie nationale Sainte-Cécile, Leonard Bernstein (dir.) - Deutsche  Grammophon 452 293-2
- 1989 : Cecilia Gasdia, Bernarda Fink, Vincenzo La Scola, Francesco Ellero d'Artegna, Ensemble vocal de Lausanne, Michel Corboz (dir.) - Erato 8573 82843-2
- 1991 : Françoise Pollet, Jacqueline Mayeur, Jean-Luc Viala, Michel Piquemal, Ensemble vocal Michel Piquemal, Michel Piquemal (dir.) - Musidisc
- 1992 : Lucia Popp, Brigitte Fassbaender, Nicolai Gedda, Dimitri Kavakos, Choir of King's College-Cambridge, Stephen Cleobury (dir.) - EMI
- 1995 : Nucia Focile, Suzanne Mentzer, Raúl Giménez, Simone Alaimo, chœur et orchestre de l'Academy of St Martin-in-the-Fields, Neville Marriner (dir.) - Philips
- 2001 : Krassimira Stoyanova, Birgit Remmert, Steve Davislim, Hanno Müller-Brachmann, RIAS Kammerchor, Marcus Creed (dir.) - Harmonia Mundi